# Teststudio
Als Teststudio bezeichnet man speziell eingerichtete Befragungsräume, die für die Marktforschung genutzt werden. Teststudios befinden sich meist in den Innenstadtlagen der Großstädte, da hier die Befragungspersonen relativ leicht zu rekrutieren sind. Zwischen den verschiedenen Teststudios variiert die Ausstattung sehr stark. Im einfachsten Fall sind die Befragungsräume nur mit einem Tisch und zwei Stühlen (für den Probanden und den Interviewer) ausgestattet. Je nach Zweck der Befragung verfügen die Testräume jedoch häufig über zusätzliche Ausstattungen. Dazu gehören unter anderem Einwegverspiegelungen, PCs für computergestützte Befragungen, Internetanschluss, Geräte für Audio- und Videoaufzeichnungen, Testküchen und Videoprojektion.
Die Testpersonen werden in der Regel auf der Straße direkt vor dem Teststudio oder in dessen Laufnähe rekrutiert. Im Marktforscherjargon spricht man dann vom "Baggern". Die Personen, die die Probanden auf der Straße ansprechen, nennt man entsprechend "Baggerer". Schwierige, das heißt vor allem selten anzutreffende Zielgruppen (z. B. die Verwender eines exklusiven Markenprodukts), werden meistens telefonisch rekrutiert.
Neben den Face-to-Face-Befragungen werden in Teststudios häufig auch Gruppendiskussionen durchgeführt. Speziell hierfür werden Räume mit Einwegverspiegelung genutzt. Während der Moderator mit 8–10 Probanden über ein bestimmtes Thema diskutiert, kann der Auftraggeber der Studie die Diskussion live und hautnah miterleben, ohne für die Testpersonen selbst in Erscheinung zu treten. Diese werden zu Beginn der Diskussion jedoch über die Beobachtung informiert.
Die Teststudio-Dichte variiert stark zwischen verschiedenen Ländern. So sind etwa in Großbritannien und Spanien so gut wie keine festen Teststudios mit Straßenrekrutierung zu finden; man verwendet im Bedarfsfall stattdessen angemietete Räume, etwa in Cafés oder Hotels. An diesem Unterschied entzünden sich in Mehrländerprojekten zwischen den beteiligten Marktforschern oft Missverständnisse, da die angemieteten Räume häufig viel teurer sind als ein festes Teststudio und zudem mehr organisatorischen Aufwand bedeuten.